# John McDonald (Politiker)
John McDonald (* 24. Mai 1837 in Dingle, Irland; † 30. Januar 1917 in Rockville, Maryland) war ein irisch-amerikanischer Politiker. Zwischen 1897 und 1899 vertrat er den Bundesstaat Maryland im US-Repräsentantenhaus.

## Werdegang
John McDonald besuchte die öffentlichen Schulen seiner irischen Heimat. Nach seiner Einwanderung in die Vereinigten Staaten trat er 1857 in Boston in die US Army ein. In den folgenden Jahren war er einem in dem Gebiet des späteren Bundesstaates Arizona operierenden Regiment zugeteilt, das gegen Indianer kämpfte. Während des Bürgerkrieges blieb er im Heer der Union. Dabei war er in einer Kavallerieeinheit der Army of the Potomac. Nach dem Krieg wurde er wieder in den Westen versetzt, wo er erneut in Indianerkriege verwickelt wurde. McDonald blieb noch bis zum 1. Juli 1868 in der Armee. An diesem Tag schied er als Hauptmann aus gesundheitlichen Gründen aus der Truppe aus.
Nach dem Ende seiner Militärzeit ließ sich McDonald in Maryland nieder, wo er als Republikaner eine politische Laufbahn begann. Im Jahr 1881 wurde er Mitglied des Abgeordnetenhauses von Maryland. Bei den Kongresswahlen des Jahres 1896 wurde er im sechsten Wahlbezirk seines Staates in das US-Repräsentantenhaus in Washington, D.C. gewählt, wo er am 4. März 1897 die Nachfolge von George Wellington antrat. Bis zum 3. März 1899 konnte er eine Legislaturperiode im Kongress absolvieren. Diese war von den Ereignissen des Spanisch-Amerikanischen Krieges geprägt.
Nach dem Ende seiner Zeit im US-Repräsentantenhaus betätigte sich John McDonald im Montgomery County in der Landwirtschaft. Er starb am 30. Januar 1917 in Rockville.